# Cathédrale Saint-Joseph de Shantou
Cette  cathédrale n’est pas la seule cathédrale Saint-Joseph.
La cathédrale Saint-Joseph est la cathédrale catholique du diocèse de Shantou, en Chine. Construite en 1999, elle est consacrée à saint Joseph et se trouve à Shantou dans la province du Guangdong.

## Histoire et description
Les missionnaires français des Missions étrangères de Paris arrivent à Shantou en 1870 à partir de leur mission de Canton. Ils font construire en 1908 une grande église consacrée à saint Joseph remplaçant la première chapelle. Lorsque le vicariat apostolique de Shantou (Kiaotsu, puis Swatow en 1915 selon la transcription de l'époque) est érigé en 1914, cette église en devient la première cathédrale. Mgr Adolphe Rayssac marque cette époque. Les missionnaires sont chassés dans les mois qui suivent la prise de pouvoir des communistes en 1949. La cathédrale est fermée par les gardes rouges de la révolution culturelle en 1966 et transformée en usine.
La cathédrale est rendue au culte en 1984, mais ayant subi des dommages trop importants elle est démolie et l'on reconstruit une église plus importante de style néo-classique, coiffée d'un dôme de style romain de 38 mètres de hauteur. La première pierre est bénite le 12 décembre 1999 et elle est terminée en 2006. Elle peut accueillir plus de deux mille fidèles.

## Source de la traduction
- (zh) Cet article est partiellement ou en totalité issu de l’article de Wikipédia en chinois intitulé « 聖若瑟主教座堂 (汕頭) » (voir la liste des auteurs).